# Fosca (opera)
Fosca è un'opera lirica in quattro atti di Antônio Carlos Gomes, su libretto dell'italiano Antonio Ghislanzoni. La prima rappresentazione si tenne a Milano, al Teatro alla Scala, il 16 febbraio 1873.
Il libretto deriva dalla novella La festa delle Marie di Luigi Capranica.

## Storia e caratteristiche
Fosca è la seconda opera di Gomes, composta al suo ritorno dal Brasile. È basata su una storia di pirateria nell'Adriatico e ambientata nel Medioevo. Lo spartito rivela una condotta molto più scaltrita nell'uso dei motivi conduttori e una struttura vocale che tende ormai al discorsivismo e al superamento della dicotomia recitativo-aria.

La sua prima rappresentazione, nel 1873 è molto contestata, nonostante l'editore Giulio Ricordi avesse una grande ammirazione per il compositore brasiliano. Ma Gomes era convinto del valore della sua composizione e ne fece diverse revisioni. Inizialmente l'opera venne criticata per il frequente ritorno a temi ricorrenti, che in verità non hanno un valore simbolico, bensì esclusivamente melodico, ma ciò costò a Carlos Gomes l'accusa di "Wagnerismo".

La seconda versione venne data al Teatro alla Scala nel 1879; la critica fu benevola, ma il pubblico non le diede molta attenzione, e non venne ripresa altrove.
La terza versione fu rappresentata al Teatro Comunale di Modena nel 1889, e la quarta versione nel 1890 al Teatro Dal Verme.
In tempi recenti si registra una nuova produzione di Fosca realizzata dal Teatro Municipal de São Paulo (2016), con la direzione di Eduardo Strausser, la regia di Stefano Poda e Nadja Michael nel ruolo del titolo.

Conati scrive della Fosca:

## Il libretto

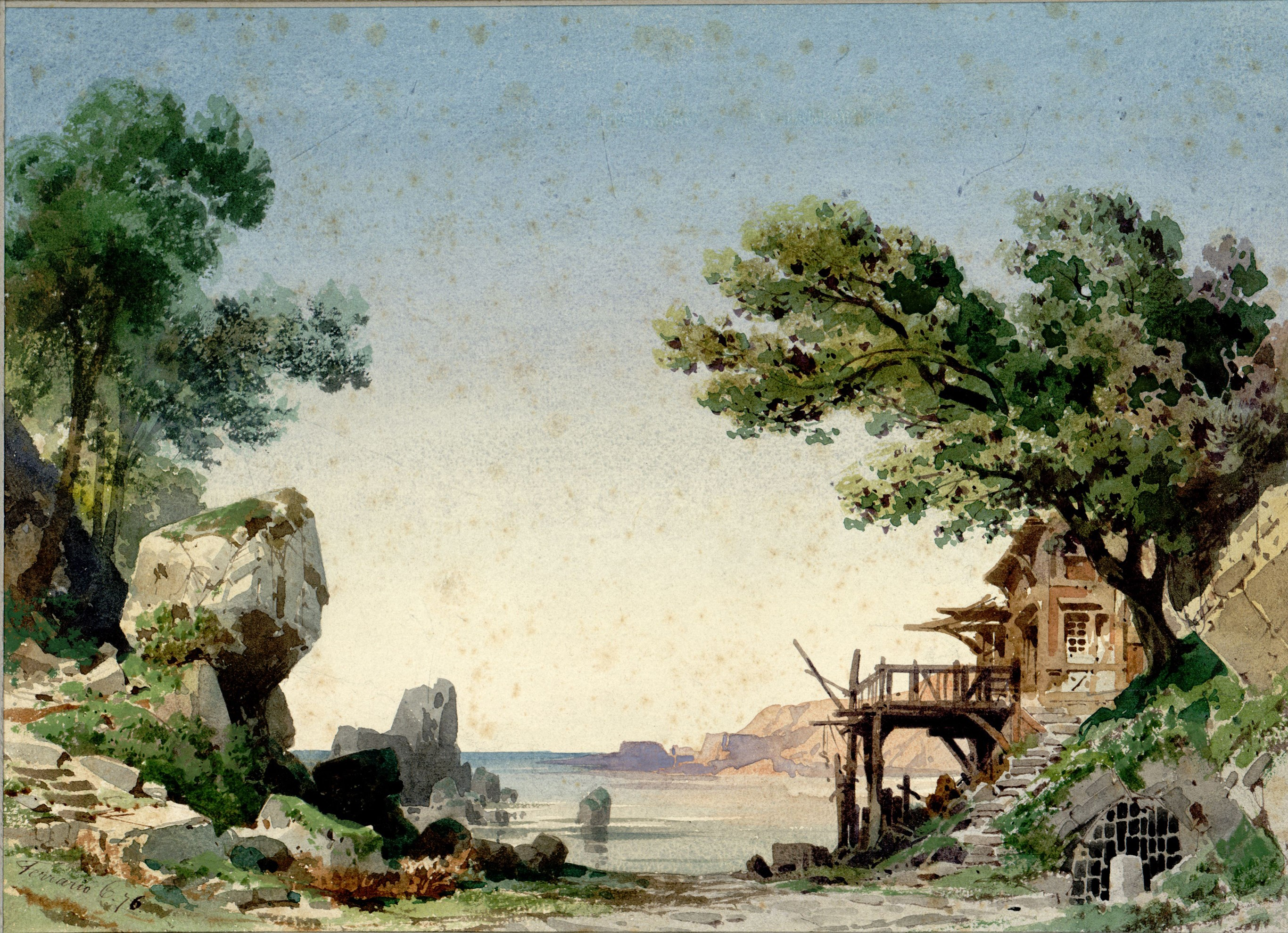
Il Pirano, bozzetto per Fosca atto 1 (1876).
Archivio storico Ricordi

Il libretto è di Antonio Ghislanzoni, e fu ricavato dalla novella Festa delle Marie di Luigi Capranica (1821-1891).

## Revisioni
L'opera fu rivista per ben tre volte dall'autore. La prima, la revisione più importante, è quella del 1878, dove Gomes apportò delle modifiche rilevanti. Nel primo atto sostituì l'aria del baritono originale, "Or vieni o donna" con la più lirica "D'amore le ebbrezze". Accorciò nettamente il finale del secondo atto (che originariamente aveva un lungo concertato dopo la sconfitta di Gajolo, durante il quale Fosca rivela il rapimento di Delia ai Veneziani vittoriosi, obbliga Paolo a seguirla, lasciando suo fratello e gli altri pirati in pericolo di vita). Inoltre, iscrive una larga sezione del duetto tra Fosca e Delia nel terzo atto (“Vieni e cogli l'instante che alla clemenza s'apre il mio cor”).

La seconda revisione è del 1889, per una rappresentazione al Teatro Comunale di Modena. La terza, infine, è del 1890 al Teatro Dal Verme di Milano, dopo la quale l'opera non venne più ripresa.

## La trama

### Atto primo
In Istria, nel covo dei pirati.
Gajolo spiega ai suoi uomini il piano della loro prossima incursione. Si infiltreranno in segreto ad un matrimonio nella Chiesa di San Pietro a Venezia (Scendiam nella notte), poi ad un suo segnale sovraffarranno i ricchi ospiti.
Gajolo viene interrotto da Cambro, che porta una buona notizia: Michele Giotta ha offerto una lauta somma per il riscatto del figlio Paolo, prigioniero dei pirati. Tutti festeggiano, ma Fosca interviene, ricordando al fratello che il prigioniero le era stato promesso, e che non lo avrebbe ceduto per tutto l'oro del mondo, poiché ne è innamorata. Suggerisce di ingannare Giotta, ma i pirati rifiutano perché sarebbe disonorevole e se ne vanno. Rimane sola in compagnia di Cambro, il quale innamorato di lei e non corrisposto, le promette che in un modo o nell'altro riuscirà a farla sua (D'amore le ebbrezze).
Fosca va a prendere Paolo nella grotta e gli annuncia la sua liberazione. Poi gli dichiara tutto il suo amore, ma Paolo la allontana perché innamorato di un'altra donna, cui è promesso. Fosca va su tutte le furie, non accetta di essere respinta e sta per rimandarlo nella sua prigione, quando sopraggiunge Gajolo, accompagnato da Michele Giotta che è venuto a riprendersi il figlio. Fosca tenta di protestare, ma viene zittita dal fratello. Non appena la nave di Paolo prende il largo, Cambro patteggia con Fosca: il suo aiuto a vendicarsi in cambio di divenire sua sposa.

### Atto secondo

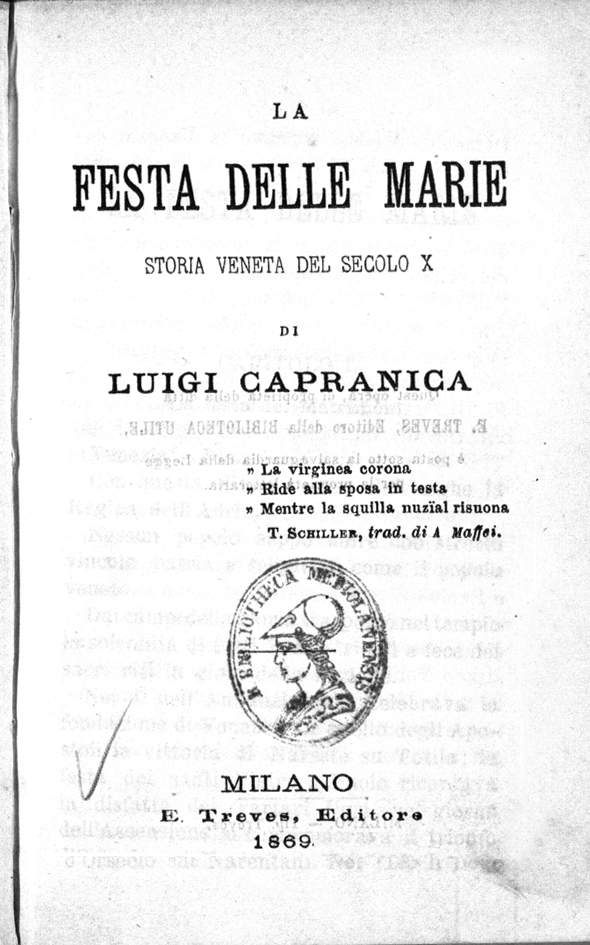
Copertina della novella La festa delle Marie di Luigi Capranica

#### Scena prima: Casa di Delia a Venezia
Paolo è col suo grande amore, con la quale si sposerà a breve (Soli, del mondo immemori).
Delia è un'orfana senza dote, ed esprime simpatia per la sfortuna di Fosca, che ha curato Paolo nella sua prigione. Nel frattempo Cambro si spaccia per un venditore ambulante e cerca di vendere a tutti i costi una preziosa collana a Delia, che lei rifiuta.
Nel frattempo però riesce ad avere le informazioni per progettare il loro rapimento.

#### Scena seconda: Nella piazza davanti alla Chiesa di San Pietro I
Fosca e Cambro si incontrano. Dalla chiesa si odono i preparativi per la cerimonia. Cambro promette a Fosca che la sua vendetta è vicina, e Fosca comincia ad avere dei rimorsi (Quale orribile peccato), per la devozione di Paolo al suo grande amore. Ma il canto del coro della chiesa la riporta alla sua furia (Dall'atre magioni). Gajolo arriva, e rimane sorpreso di vedere Fosca sul luogo del suo piano. La processione passa vicino a loro e Fosca tenta di gettarsi verso Paolo, ma viene trattenuta da Gajolo che prende per pazza (Pazza si, ma viva ancora). Finalmente comincia la marcia nuziale e gli sposi entrano. A questo punto i pirati di Gajolo entrano in azione e dentro la chiesa avviene un grande scontro tra pirati e veneziani. Fosca si avventa sugli sposi (L'aborrita rivale, da Paolo amata, all'odio mio fatal non sfuggirà!) che, con l'aiuto di Cambro, vengono rapiti.
Intanto i veneziani arrestano Gajolo.

### Atto terzo: Isola dei pirati
In una grotta oscura Delia pensa solo al suo amato Paolo. Fosca entra nella grotta, le dice che Paolo è vivo e le spiega tutta la storia dal principio. Delia è disperata e vuole salvare Paolo ad ogni costo, al punto da sacrificarsi al suo posto (Orfana e sola nel materno tetto). Fosca è commossa dal grande amore che lega i due sposi.
Fosca viene a sapere che Gajolo è stato condannato a morte e si ripromette di cercare di salvarlo. Cambro è preoccupato per il pentimento di Fosca.

### Atto quarto

#### Scena Terza: Palazzo del Doge a Venezia
Michele Giotta è preoccupato per il figlio, e il Doge di Venezia organizza una spedizione in sua ricerca. Ma Gajolo chiede ed ottiene udienza presso il Doge. All'incontro Gajolo dice che Paolo e Delia sono in pericolo, perché i pirati non sono più sotto il suo controllo. Propone dunque che venga liberato e lasciato partire, con l'accordo che se riuscirà a salvare i prigionieri, sarà libero, altrimenti dovrà riconsegnarsi per l'esecuzione.

#### Scena Quarta: Isola dei pirati
Cambro fa intendere a Paolo che Delia è morta, e lui si dispera e vorrebbe raggiungerla (Se assunta al Dio dei martiri). Delia viene portata nella prigione di Paolo, ma non le permettono di abbracciare l'amato. I due sposi chiedono clemenza, ma Fosca non è soddisfatta e vuole vendetta: dice a Delia che Paolo verrà ucciso, a meno che lei non si offra di morire al suo posto e beva il veleno che lei le porge. Paolo implora di non farlo, Delia è titubante e Fosca ride di lei.
Quando Delia è ormai sul punto di bere, sopraggiunge Gajolo che ordina a Fosca di fermarsi e ai suoi di mettere gli sposi su una barca per Venezia. Gajolo dice di avere ucciso Cambro che lo aveva tradito e di aver di nuovo il controllo della ciurma.
Fosca disperata chiede il perdono degli sposi per tutto il male che ha loro inflitto. Poi, disperata di aver perso il suo amore, beve il veleno. Tremante, sorretta da Gajolo, dice addio agli sposi cantando “Ecco! Sul legno ascendono. Paolo, ohimè; per sempre addio!” e muore fra le braccia del fratello, che, insieme ai corsari, giura vendetta a Venezia.

## Struttura dell'opera
- Ouverture

### Atto I
- Buon dì, compagni (coro e scena - Gajolo)
- Salute al capitano (scena - Cambro)
- Fratel, da un fascino (preghiera - Fosca)
- Ah! Crudeli (stretta e scena)
- D'amore le ebbrezze
- Cara città natia (scena e duetto)
- La tua rivale odiata

### Atto II
- Soli, del mondo immemori (scena d'amore e duettino)
- Io vengo dai mondi (dialogo e canzone)
- Mirate questa collana
- Bel cavaliero (scena e frase)
- Già troppo al mio supplizio (duettino)
- Quale orribile peccato (aria - Fosca)
- Marcia e coro nuziale
- Finale secondo

### Atto III
- Ad ogni mover lontan di frenda (scena ed aria)
- Orfana e sola nel materno tetto (scena e duetto)
- Dei due qual mente? (coro di corsari)
- Tu la vedrai negli impeti (scena e duetto)

### Atto IV
- Son capitano (scena del consiglio e strofe)
- Di Venezia la vendetta (inventiva - coro)
- Ti allegra, o giovane (scenetta)
- Intenditi con Dio... Ah! Se tu sei fra gli angeli (romanza - Paolo)
- Alfin tremanti e supplici (gran scena)
- Non m'aborrir, compiangimi (quartetto - scena finale)

## Libretti a stampa
- Milano: F. Lucca, tra il 1872 e il 1873; testo in italiano (57 p. ; 18 cm); Corrispondente alla versione della Prima rappresentazione, Teatro Alla Scala, 1873.
- Milano: F. Lucca, 1878; testo in italiano (56 p. - 20 cm). Corrispondente alla seconda versione, Teatro Alla Scala, 1878.

## Registrazioni

### Audio
- M°Armando Belardi (direttore). Teatro Municipale di San Paolo, 14 settembre 1966. Orchestra e Coro del Teatro Municipale di San Paolo (Brasile).
Cast: Ida Miccolis (Fosca); Mario Rinaudo (Gajolo); Costanzo Mascitti (Cambro); José Perrota (Il Doge); Sergio Albertini (Paolo); Romeo Carillo (Michele Giotta); Agnes Ayres (Delia)